# Кадараш (дослідницький центр)

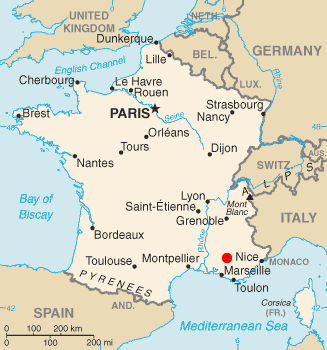
Локалізація дослідницького центру "Кадараш", Франція, ЄС

Центр ядерних досліджень «Кадараш»  (фр. Le centre d'études nucléaires de Cadarache або CEA-Cadarache) — науковий центр в містечку Кадараш на півдні Франції. «CEA-Cadarache» є одним з дев'яти центрів Комісаріату з Атомної Енергетики Франції, CEA (фр. Commissariat à l’Energie Atomique). Тут розташована половина основних ядерних установок CEA. Центр працює з 1959 року, коли президент Шарль де Голль запустив ядерну програму Франції. Науковці центру займаються питаннями нових енергетичних технологій та атомної енергетики.
Саме в цьому центрі реалізується проєкт ITER (Міжнародний експериментальний термоядерний реактор). Проєктування реактора ITER повністю завершено, в центрі «CEA-Cadarache» розпочато будівництво та реалізація інженерного проєкту. Місцем для будівництва обрано ділянку площею 180 га на території дослідницького центру.

## Масштаби центру

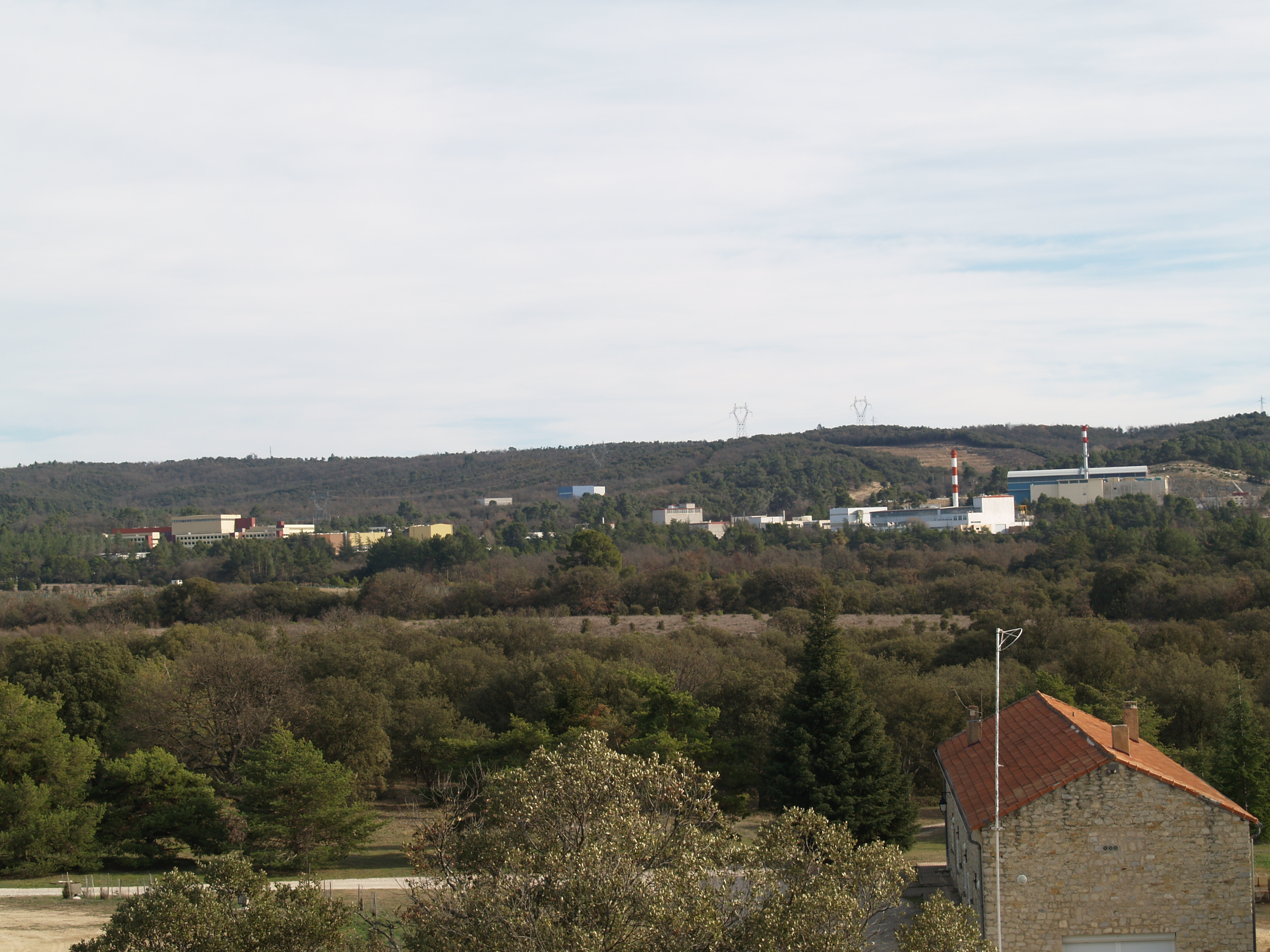
Вид на дослідницький центр із замку Кадараш

- 1 600 га площі, з них 900 га приміщень
- 480 будівель, 19 з яких є Базовими Ядерними Установками
- Близько 4 500 працівників (не беручи до уваги ITER)
- 2 150 співробітників CEA
- 1 000 робітників Групи AREVA та IRSN
- 1 000 тимчасових робітників з фірм-підрядників
- 350 тимчасових колабораторів (студенти, що здобувають ступінь PHD, французькі та іноземні колаборатори)

## Устаткування
В центрі розташовано 19 ядерних установок.

### Експериментальні реактори
- Pégase
- Sura
- Phébus
- Éole
- Minerve
- MASURCA — досліди для реакторів на швидких нейтронах.
- Rapsodie
- Harmonie
- RJH, Réacteur Jules Horowitz — експериментальний Реактор Жюля Горовіца потужністю 100 МВт.

### Реактори термоядерного синтезу
- Tore Supra — один з найбільших у світі термоядерних реакторів типу «токамак».
- ITER — Міжнародний експериментальний термоядерний реактор.

## Критика

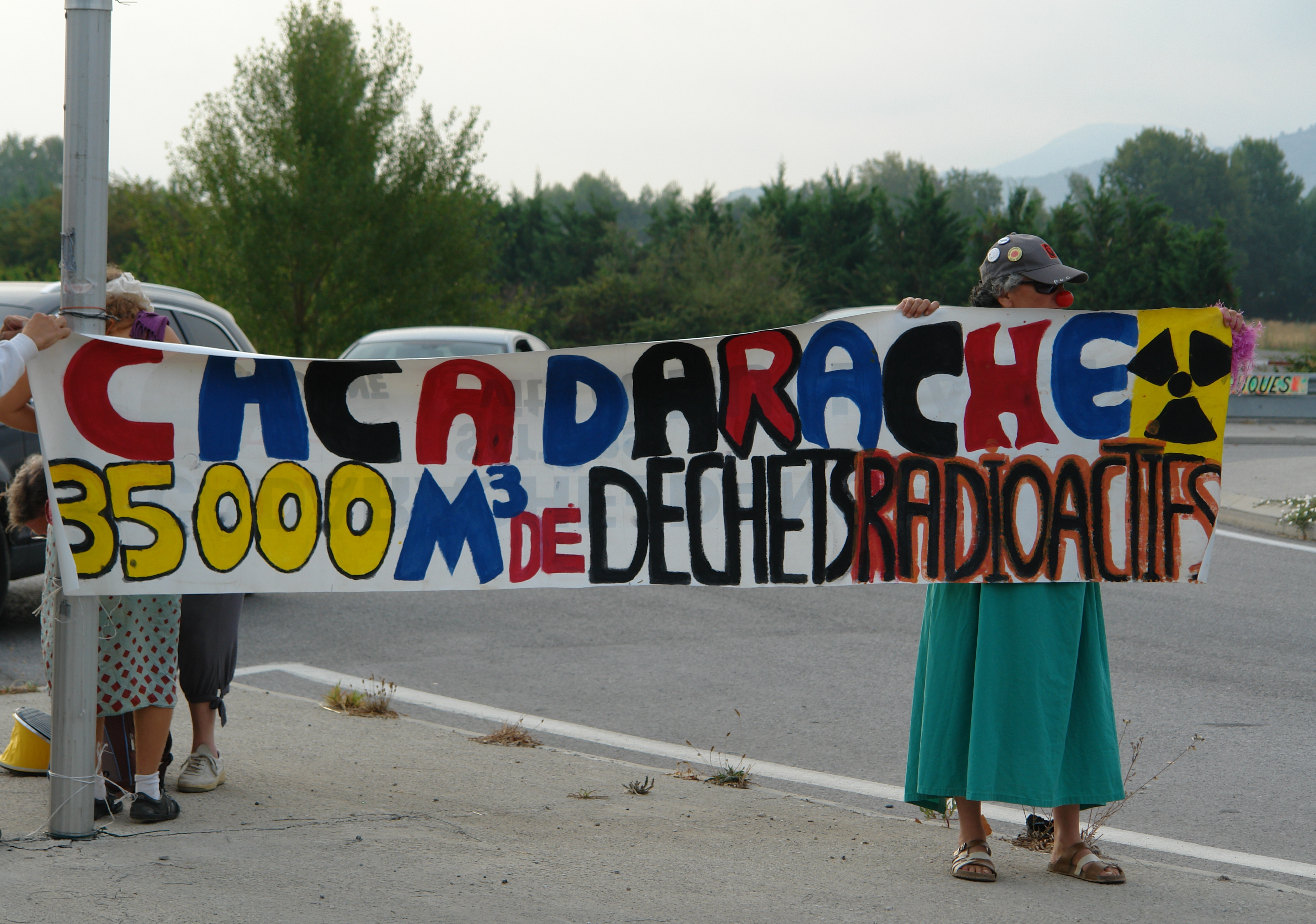
Протестувальники із транспарантом «Кака-дараш: 35 000 м^{2} радіоактивних відходів»

Через два дні після катастрофи на Фукусімській АЕС-1 сотні людей вийшли на вулиці Кадараша, щоб показати свою підтримку японського народу і сказати «ні» ядерній енергетиці. 
У квітні 2012 року, було утворено живий ланцюг зі ста активістів антиядерного руху між місцем знаходження реактора ITER та містечком Кадараш із вимогами зупинити ядерні дослідження і роботу над ITER. 

## Дивись також
- Проєкт ITER